# Margarete Kurlbaum-Siebert
Margarete Kurlbaum-Siebert (* 6. April 1874 in Berlin; † 10. Juni 1938 in Freiburg im Breisgau) war eine deutsche Schriftstellerin und promovierte Kunsthistorikerin.

## Leben
Anna Margarete Siebert wurde 1874 in Berlin als Tochter von Max und Anna Siebert geboren. Im Jahre 1884 wechselte sie von einer Berliner Schule zur Töchterschule der schlesischen Stadt Landeshut und wurde von 1893 an in der Königin-Luise-Stiftung zur Erzieherin ausgebildet, wo sie 1896 das Examen bestand. Von 1897 bis 1900 besuchte sie das Luisengymnasium Berlin, wo sie im Jahre 1900 noch zu den ersten Frauen gehörte, die ihr Abitur erwarben. Unter anderem hatte sie Gymnasialkurse von Helene Lange besucht. Darauf studierte sie Kunstgeschichte, Archäologie und Germanistik an der Friedrich-Wilhelms-Universität zu Berlin, der Ludwig-Maximilians-Universität München und der Ruprecht-Karls-Universität Heidelberg und promovierte 1906 in Heidelberg über niederländische Marienbildnisse aus der Zeit der Renaissance. Siebert wurde Lehrerin 1908 an einem Mädchengymnasium in Dresden.
Im Jahre 1919 heiratete Margarete Siebert den renommierten Rechtsanwalt beim Reichsgericht Alfred Kurlbaum, dessen zweite Frau ein Jahr zuvor verstorben war.
Nach der nationalsozialistischen Machtergreifung beteiligte sich Margarete Kurlbaum-Siebert zusammen mit u. a. Sophie Rogge-Börner und Lenore Ripke-Kühn an einer Sammelband-Denkschrift völkischer Frauen mit dem Titel Deutsche Frauen an Adolf Hitler.
Sie wurde im Zuge der nationalsozialistischen Gleichschaltung des „Schutzverbandes deutscher Schriftsteller“ im Mai 1933 in den Vorstand gewählt. Im Jahre 1933 war sie Redakteurin der Zeitschrift Der Bücherwurm und von 1936 bis 1938 gab sie zusammen mit Hans Bott das Literaturjournal Das deutsche Wort heraus.
Kurlbaum-Siebert starb im Jahre 1938 in Freiburg im Breisgau.

## Werk
Kurlbaul-Siebert veröffentlichte epische Dichtung und hauptsächlich historische Romane. Bekannter machte sie ihr Roman über Maria Stuart aus dem Jahre 1927, der zwei Jahre später auch auf Englisch erschien. Der Literarhistoriker Hans Henning hob ihr Buch Die echte Macht von 1935 über die napoleonische Zeit besonders hervor, das er einen „ausgezeichneten Roman“ nannte.

## Publikationen
- Marie, Roman, 1905
- Die Madonnendarstellung in der altniederländischen Kunst von Jan van Eyck bis zu den Manieristen, Dissertation, 1906
- Allerlei Liebe, drei Erzählungen, 1907
- Rahel Hake, Roman, 1908
- Aus dem Leben des jungen Martin Wigelandt, Novelle, 1909
- Maria Stuart in Schottland, Roman, 1911
- Karllutz, Raugraf zu Pfalz, Roman, 1913
- Türme von weitem, Roman, 1918
- Kampf und Liebe der jungen Maria Stuart, Roman, 1927. Auf Englisch als Mary, queen of Scots übersetzt von Mary Agnes Hamilton im Jahre 1929 erschienen.
- Aufruhr für Gott, Roman, 1933
- Die echte Macht, Roman, 1935
- Der Richter, Roman, 1937